# Fredrik Stenberg
Karl Fredrik Stenberg, född 26 maj 1988 i Skellefteå Sankt Örjans församling, är en svensk politiker (socialdemokrat). 
Han har varit tjänstgörande riksdagsledamot (ersättare) för Västerbottens läns valkrets under tre perioder: 1 december 2018–1 januari 2019, 20 december 2019–9 augusti 2020 och 1 april–24 september 2023. I riksdagen var Stenberg extra suppleant i EU-nämnden, konstitutionsutskottet och finansutskottet (samt suppleant även i en rad andra utskott under coronapandemin 2020).